# Mackenziaena severa
Mackenziaena severa là một loài chim trong họ Thamnophilidae.